# Greenport West
Greenport West és una concentració de població designada pel cens dels Estats Units a l'estat de Nova York. Segons el cens del 2000 tenia 1.679 habitants.

## Demografia
Segons el cens del 2000, Greenport West tenia 1.679 habitants, 750 habitatges, i 459 famílies. La densitat de població era de 195,3 habitants per km².
Dels 750 habitatges en un 20,5% hi vivien nens de menys de 18 anys, en un 49,7% hi vivien parelles casades, en un 9,5% dones solteres, i en un 38,7% no eren unitats familiars. En el 31,5% dels habitatges hi vivien persones soles el 18% de les quals corresponia a persones de 65 anys o més que vivien soles. El nombre mitjà de persones vivint en cada habitatge era de 2,24 i el nombre mitjà de persones que vivien en cada família era de 2,82.
Per edats la població es repartia de la següent manera: un 19,4% tenia menys de 18 anys, un 4,9% entre 18 i 24, un 21,9% entre 25 i 44, un 26,6% de 45 a 60 i un 27,2% 65 anys o més.
L'edat mediana era de 48 anys. Per cada 100 dones de 18 o més anys hi havia 85,6 homes.
La renda mediana per habitatge era de 44.063 $ i la renda mediana per família de 56.364 $. Els homes tenien una renda mediana de 47.500 $ mentre que les dones 28.375 $. La renda per capita de la població era de 26.322 $. Entorn del 3,2% de les famílies i el 5,7% de la població estaven per davall del llindar de pobresa.